# انتخابات الرئاسة البرازيلية 1974
انتخابات الرئاسة البرازيلية 1974 هي الانتخابات الرئاسية التي جرت في 15 يناير 1974، في البرازيل، لانتخاب رئيس البرازيل، فاز بالانتخابات إرنستو جيزل.